# Landgangsbro
En landgangsbro er en anordning til landgang, hvorpå man kan gå om bord på et skib. 
Landgangsbroen kan have forskellige udformninger lige fra et simpelt bræt til en trappe.